# 篠原一孝
篠原 一孝（しのはら かずたか、永禄4年（1561年） - 元和2年7月22日（1616年9月3日））は、戦国時代から江戸時代初期にかけての武将。加賀藩前田家の家臣。篠原弥助長重の養子。妻は佐脇良之（前田利家の弟）の娘。子は主膳、出羽、重一、虎之助。義弟に篠原長次。幼名は虎。通称は勘六。官位は従五位下・肥前守、出羽守。

## 生涯
永禄4年（1561年）、誕生。生家は青木家。前田利家の妻・まつの従兄弟・篠原弥助長重の養子となった。
若い頃から利家に仕え､北陸平定戦、末森城攻防戦、小田原征伐などに従軍した。石垣普請の名人でもあり、金沢城の河北門などを普請したといわれている。天正19年（1591年）6月、従五位下・肥前守に叙任、文禄2年（1593年）、出羽守に遷任。人持組頭となる。慶長4年（1599年）、利家が大坂で死去した際、嫡男利長に充てた遺言で、篠原は「片口なる（口が堅い）律義者」なので重用するように指示し、その後利家の棺を領国の加賀国に帰した。利長の時代には横山長知や奥村栄明と共に執政として国政を司り、知行は1万5650石を領し、大坂の陣にも参陣した。
元和2年（1616年）死去。長男の主膳は早世し、次男の出羽が家督と1万250石の知行を継ぐが、その子の岩松が早世したため断絶した。三男の重一は1000石で分家し、出羽の死後に2000石を加増された。四男の虎之助は1000石で分家するも早世した。
なお、現在の石川県金沢市出羽町は出羽守であった一孝の屋敷があった場所である。